# Násedlovice

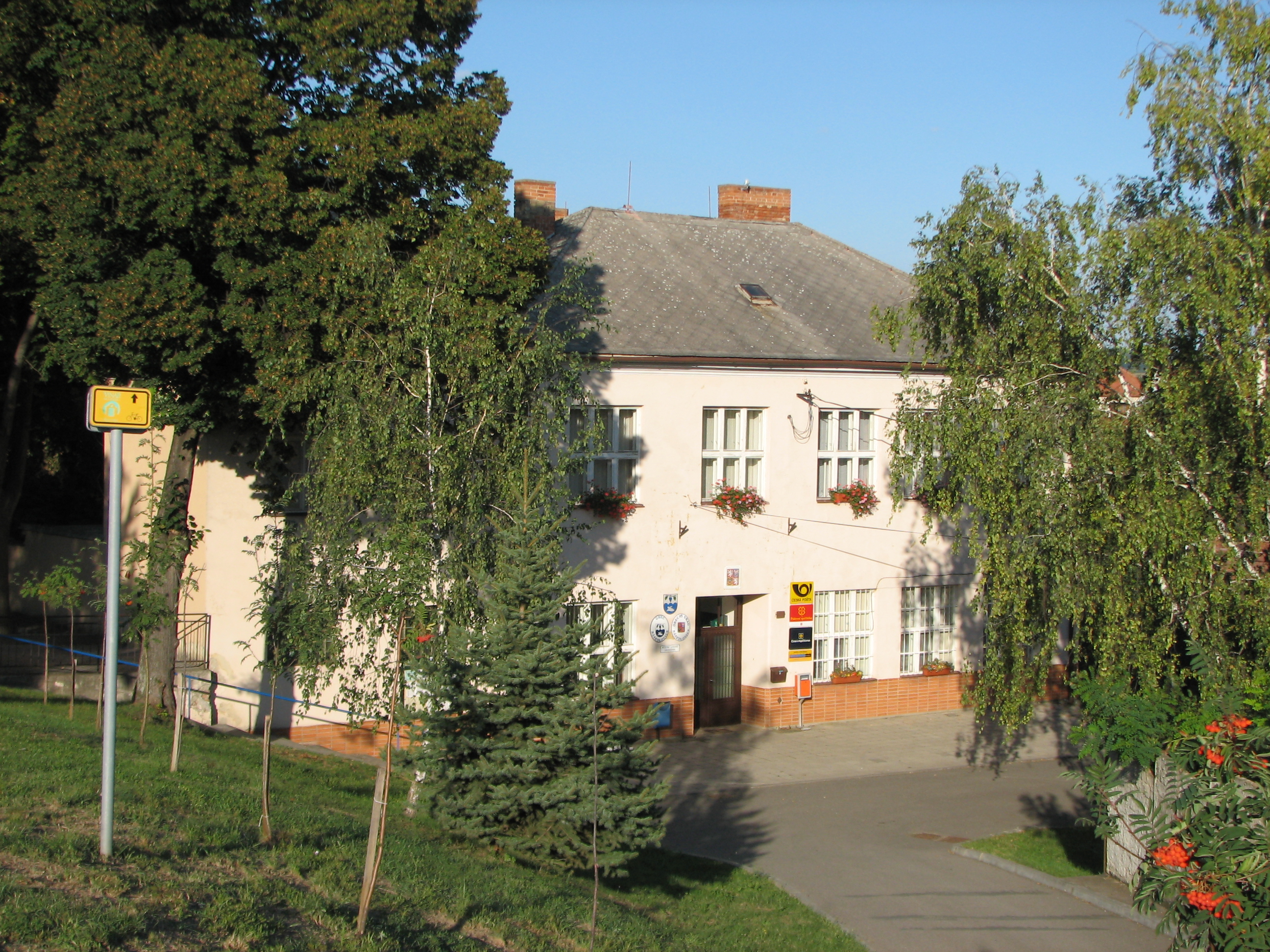
Obecní úřad v Násedlovicích

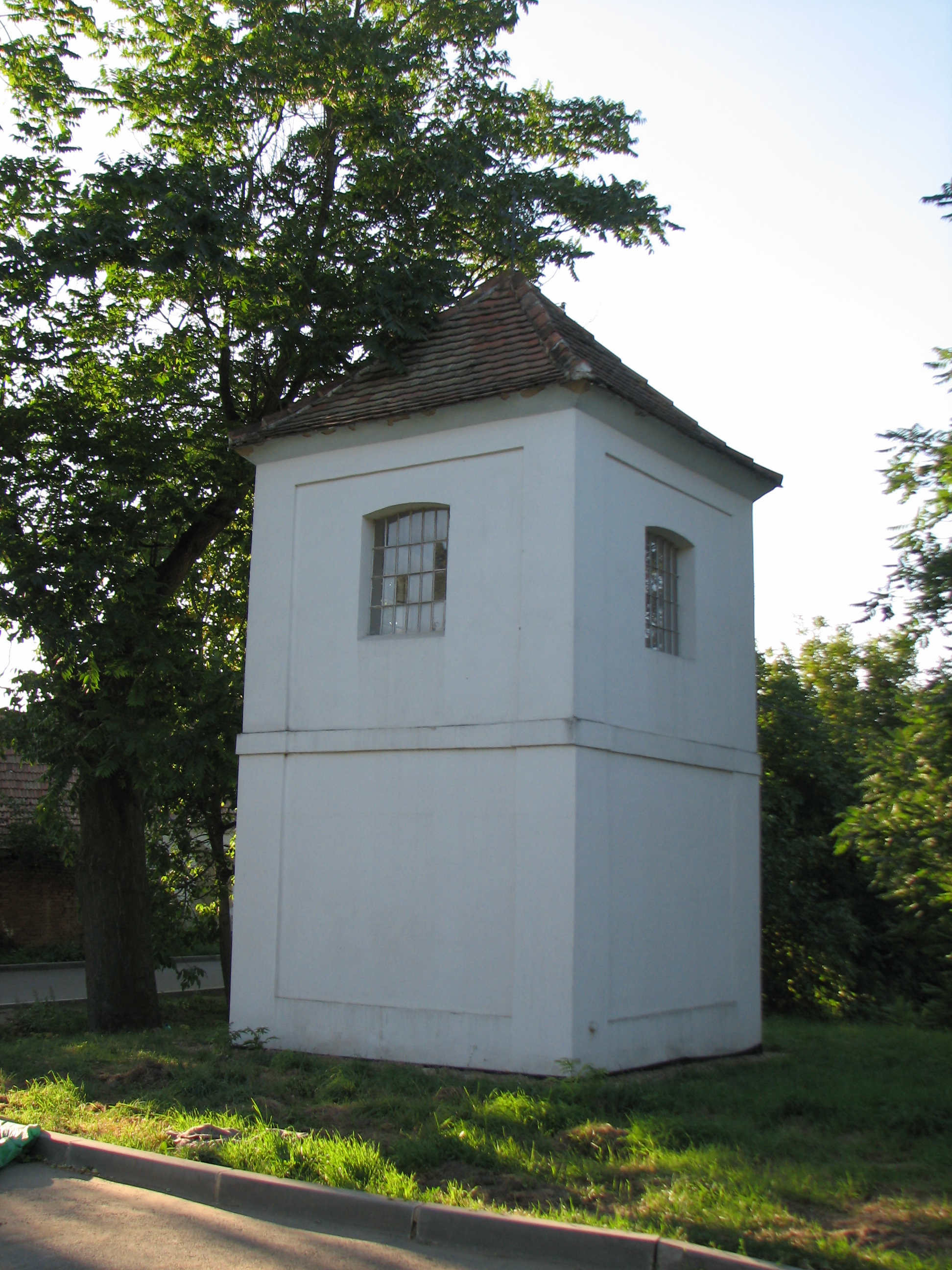
Kaplička v Násedlovicích

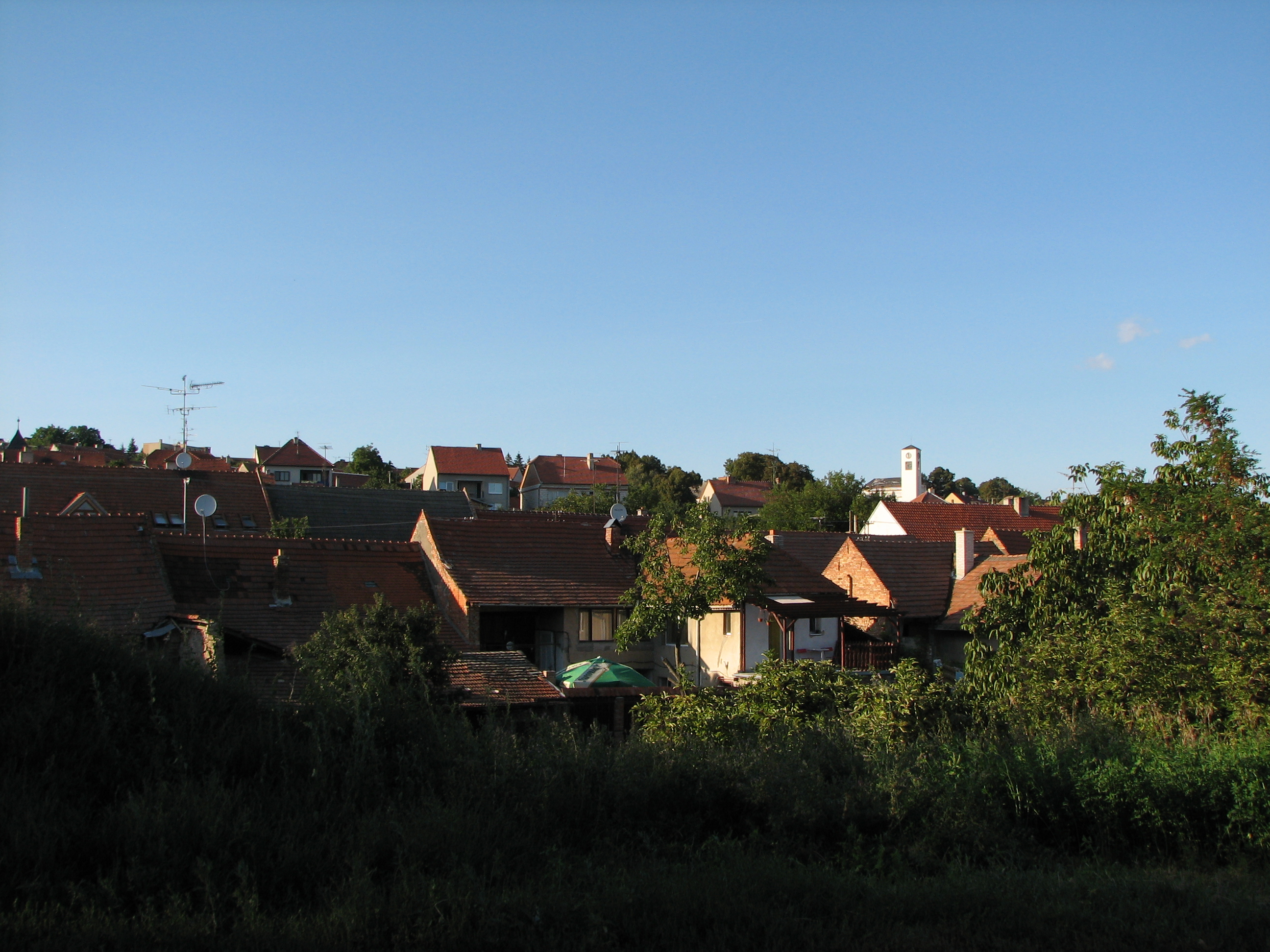
Násedlovice, pohled na hustou zástavbu

Násedlovice (německy Nasedlowitz) jsou obec v okrese Hodonín v Jihomoravském kraji. Leží dvanáct kilometrů západně od Kyjova na potoku Trkmanka. Žije zde 845 obyvatel.

## Název
Na vesnici bylo přeneseno původní pojmenování jejích obyvatel Násedlovici - "lidé usazení na sedle (terenním prohybu)".

## Historie
První písemná zmínka o Násedlovicích pochází z roku 1327 (pro villa ipsarum propria Nassedlowicz).

### Historie v datech
- 1327 – první písemná zmínka o Násedlovicích
- 1376 – doložena existence dvou rybníků
- 1415 – doložena existence tvrze a panského dvora
- 1420 – začátky výsadby vinic na Staré hoře
- 1476 – vesnice silně poničena za česko-uherských válek
- 1516 – vesnice se stěhuje na nynější místo
- 1544 – zmínka o tvrzi a panském dvoře v Nových Násedlovicích
- 1565 – Násedlovice se dostaly natrvalo k panství Ždánice, dosud byla ves v držení nižší šlechty mnoha rytířských rodin
- 1611 – v obci žili jen dva obyvatelé
- 1617 – byly založeny viniční tratě Nová a Nesklovská hora
- 1622 – panství Ždánice a tím i Násedlovice získal jako konfiskát kníže Maxmilián z Lichtenštejna
- 1626 – zánik násedlovské tvrze
- 1699 – obec používá svou pečeť
- 1749 – napočteno 76 domů
- 1780 – stavba státní silnice Čejč – Žarošice přes obec
- 1785 – vznik evangelické církve v obci
- 1792 – kníže Alois I. z Lichtenštejna založil Karlovský dvůr a obec Karlín
- 1797 – v obci vyhořelo 42 domů
- 1805 – 4. prosince, dva dny po bitvě u Slavkova, se u Spáleného Mlýna poblíž Násedlovic císaři Napoleon Bonaparte a František I. dohodli na příměří mezi Francií a Rakouskem. Po schůzce císařů cestoval přes obec car Alexandr I. Obec trpěla přítomností vojsk.
- 1807 – stavba školy
- 1820 – likvidace rybníků
- 1824 – stavba zvonice svatého Václava
- 1831 – vznik hřbitova
- 1836 – na choleru zemřelo 57 lidí
- 1848 – v prvních volbách byl do zemského sněmu zvolen rolník Antonín Dobeš
- 1857 – vznik evangelického hřbitova
- 1869 – místní velkostatek je pronajat statkáři E. Seidlovi
- 1878 – stavba evangelické zvonice
- 1888 – rozšíření školy na jednopatrovou budovu
- 1890 – stavba silnice Dražůvky – Násedlovice
- 1896 – stavba evangelické modlitebny
- 1900 – založení hasičského sboru
- 1908 – stavba nové školy
- 1909 – zprovoznění železniční trati do Ždánic
- 1912 – založení včelařského spolku
- 1912 – stavba silnice ode mlýna ke státní silnici
- 1914–1918 – za první světové války padlo 22 občanů obce, po skončení na následky zranění zemřeli další tři
- 1920 – založení obecní knihovny
- 1920 – v obci žije 1225 obyvatel ve 222 domech
- 1920 – začala stavba domů na Záhumenicích
- 1921 – založena TJ Sokol
- 1921 – založena TJ Orel
- 1921 – částečná úprava zmol a provedení kanalizace
- 1922 – vznik dvou zbytkových statků
- 1922 – začala stavba domů na Chmelínku
- 1924 – vznik záložny Domovina
- 1926 – postaven strojní mlýn pana Petráše
- 1928 – vysvěcení kostela sv. Martina
- 1928 – provedena elektrifikace obce
- 1928 – postavena hasičská zbrojnice
- 1928 – zmizela poslední střecha krytá došky
- 1929 – velká zima, mrazy dosahovaly během února až -31 C
- 1929 – do obce zaveden telefon
- 1933 – založen fotbalový oddíl TJ MORAVIA
- 1933 – založena Myslivecká společnost
- 1935 – havárie dvou letadel na Tabulkách a smrt dvou vojenských pilotů
- 1938–1945 – během druhé světové války byli popraveni dva občané obce, jeden občan z židovské menšiny byl deportován a zemřel v terezínském ghettu a při osvobozování zahynuli čtyři občané. Vyhořelo nebo bylo poškozeno 15 domů včetně kostela. Padlo 48 sovětských vojáků a nezjištěný počet Němců.
- 1947 – založení strojní a traktorové stanice v budově statku
- 1947 – otevření mateřské školky
- 1947 – počátek průmyslové výroby v továrně Tylex, později Šohaj
- 1948 – zřízení obecního rozhlasu
- 1950 – založení Jednotného zemědělského družstva
- 1952 – vysazen meruňkový sad na Šenstrásu
- 1953 – stavba drůbežárny na Újezdě – nyní myslivna
- 1955 – v obci jsou 3 osobní auta a 22 motocyklů
- 1957 – v obci je první televizor v závodě Šohaj
- 1965 – I. sjezd rodáků, otevření kulturního domu
- 1965 – zřízena lékařská ordinace v obci
- 1967 – zřízení pošty v obci[8]
- 1970 – velká povodeň v obci, v Šardicích zahynulo 34 horníků
- 1970 – II. sjezd rodáků
- 1972 – likvidace zbývajících strží – „zmol“ v obci
- 1975 – III. sjezd rodáků
- 1978 – stavba řadových domků za kostelem
- 1978 – sloučení JZD Násedlovice a JZD Čejč
- 1979 – uzavření školy v obci
- 1991 – vybudování vodojemu a vodovodních přípojek v obci
- 1994 – IV. sjezd rodáků
- 1997 – vybudování rybníka na Podsedkách
- 1998 – schválení obecního znaku a praporu
- 1999 – plynofikace obce, ukončení osobní železniční přepravy na trati Čejč – Ždánice
- 2004 – ukončení provozu podniku Šohaj
- 2004 – stavba hasičských garáží
- 2005 – V. sjezd rodáků
- 2006 – vybudování víceúčelového sportoviště za Kulturním domem
- 2010 – VI. sjezd rodáků a 110. výročí založení SDH v Násedlovicích
- 2012 – 100. výročí založení včelařského spolku
- 2012 – instalace nového hodinového stroje ve věži kostela
- 2014 – rekonstrukce budovy Obecního úřadu
- 2015 – do provozu uvedena obecní čistička odpadních vod
- 2015 – VII. sjezd rodáků
- 2018 – dokončena rekonstrukce Mateřské školy
- 2020 – revitalizace rybníka Býkovec
- 2020 – demolice areálu podniku Šohaj
- 2021 – zahájeno budování optické datové sítě

## Obyvatelstvo
| Rok            | 1869 | 1880 | 1890 | 1900 | 1910  | 1921  | 1930  | 1950  | 1961  | 1970  | 1980 | 1991 | 2001 | 2011 | 2021 |
| -------------- | ---- | ---- | ---- | ---- | ----- | ----- | ----- | ----- | ----- | ----- | ---- | ---- | ---- | ---- | ---- |
| Počet obyvatel | 809  | 939  | 956  | 989  | 1 104 | 1 225 | 1 172 | 1 026 | 1 078 | 1 020 | 899  | 842  | 810  | 824  | 842  |
| Počet domů     | 164  | 185  | 197  | 202  | 220   | 226   | 264   | 275   | 281   | 272   | 271  | 316  | 314  | 267  | 328  |

## Obecní správa

### Obecní symboly
Znak a vlajka byly obci uděleny rozhodnutím předsedy Poslanecké sněmovny Parlamentu České republiky dne 27. dubna 1999.

## Pamětihodnosti
- Kostel svatého Martina a svatého Cyrila a Metoděje z roku 1928

## Významné osobnosti Násedlovic
- Kristýna Jíchová (1887–1926), česká publicistka a redaktorka
- Antonín Gála (1905–1997), český spisovatel, filmový kritik, literární historik a novinář
- Jaromír Bělič (1914–1977), český filolog, pedagog a vydavatel
- Tomáš Macháček (1915–1967), český dramatik a publicista
- Oldřich Bělič (1920–2002), český divadelní historik, literární kritik a překladatel
- Marie Dobešová-Benešová (* 1924), česká básnířka, literární historička a publicistka národopisná pracovnice
- Karel Hanák (* 1933), český grafik a malíř
- Josef Fronek (* 1936), český lingvista a lexikograf